# MÁV 391
A MÁV 391 sorozatába különböző gyártók által gyártott keskenynyomtávú szertartályos gőzmozdonyok voltak besorolva.
A 391.001 galíciai eredetű mozdony, melyet Orenstein & Koppel gyártott és a cs. Kir. Hadivasúttól került előbb – Trianon következményeként – Csehszlovákiához ČSD U35.201 pályaszámmal, majd 1939-től MÁV állományba a Borzsa-völgyi Gazdasági Vasútnál MÁV 391.001 pályaszámon. 1943-tól szovjet fennhatóság alá került. További sorsa ismeretlen.
A másik O&K mozdony Lengyelországból (Galícia?) került MÁV állományba a második világháború során MÁV 391.101 pályaszámon. A háborút követően ez Romániába került CFF 763.247 pályaszámmal. Ennek további sorsa sem ismert.
A harmadik ebbe a sorozatba osztott, 391.201 pályaszámú mozdony Krauss/Linz gyártású szintén galíciai eredetű és hasonlóan Romániába került a második világháborút követően. Ennek még CFR(CFF?) pályaszáma sem ismert.